# Autonomisme (radicaal-links)

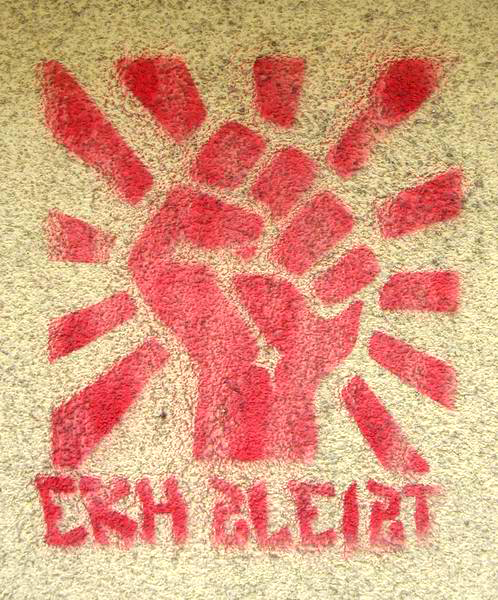
Een geheven vuist. Een gestencild protestsymbool van de autonomen bij het Ernst-Kirchweger-Haus in Wenen

Autonomisme is een verzameling linkse politieke en sociale bewegingen en theorieën die in de jaren 70 opgeld deden in Europa en gekenmerkt worden door een anti-autoritaire grondhouding en een nadruk op buitenparlementair activisme.

## Geschiedenis
De autonome beweging komt voort uit de Italiaanse arbeidersbeweging, waar denkers als Giovanni Arrighi, Antonio Negri, Mario Tronti en Paolo Virno in de jaren 60 en 70 een nieuwe invulling aan het marxisme probeerden te geven.
De socioloog Arrighi en zijn studenten mengden zich onder de Italiaanse arbeidersklasse en kwamen erachter dat de (politiek bewuste) arbeiders de gevestigde vakbonden, de (gematigde) Communistische Partij en de politiek in het algemeen als repressief beschouwden. Mechanisering en automatisering, door de vakbonden geduid als banenvernietigers, beschouwden de arbeiders juist als een potentiële bevrijding uit het keurslijf van de fabriek. Op basis van de opgedane inzichten en de ideeën van de vooroorlogse denker Gramsci kwam Arrighi tot het idee van arbeidersautonomie (autonomia operaia): in kleine, autonome groepen zouden arbeiders en intellectuelen samen optrekken in de klassenstrijd. De intellectuelen verschaften duiding van hoe de lokale, autonome strijd in de bredere maatschappelijke en internationale ontwikkeling paste, maar namen niet de leiding.

Vanuit de autonome groepen klonk, vooral nadat Antonio Negri zich als leidende figuur had gevestigd, een veel radicaler geluid dan vanuit de communistische partij kwam (en dan Arrighi zich had voorgesteld). De centraal geleide strijd om loon en arbeidsvoorwaarden maakte plaats voor een herwaardering van kleinere daden van antikapitalistisch verzet, zoals werkweigering, wilde stakingen, kraken, kruimeldiefstal, sabotage of wilde actie tegen vormen van sociaal onrecht die de communisten als afleiding van “hoofdtegenstelling” (arbeid-kapitaal) zouden hebben beschouwd. De ideeën van de autonomen verspreidden zich buiten Italië naar onder meer Duitsland en Nederland, waar vooral in (West-)Berlijn en Amsterdam een grote kraakbeweging opkwam. In de gekraakte panden en terreinen, wel aangeduid als tijdelijke autonome zônes (een term van de Situationisten) experimenteerden de autonomen met alternatieve vormen van samenleven.

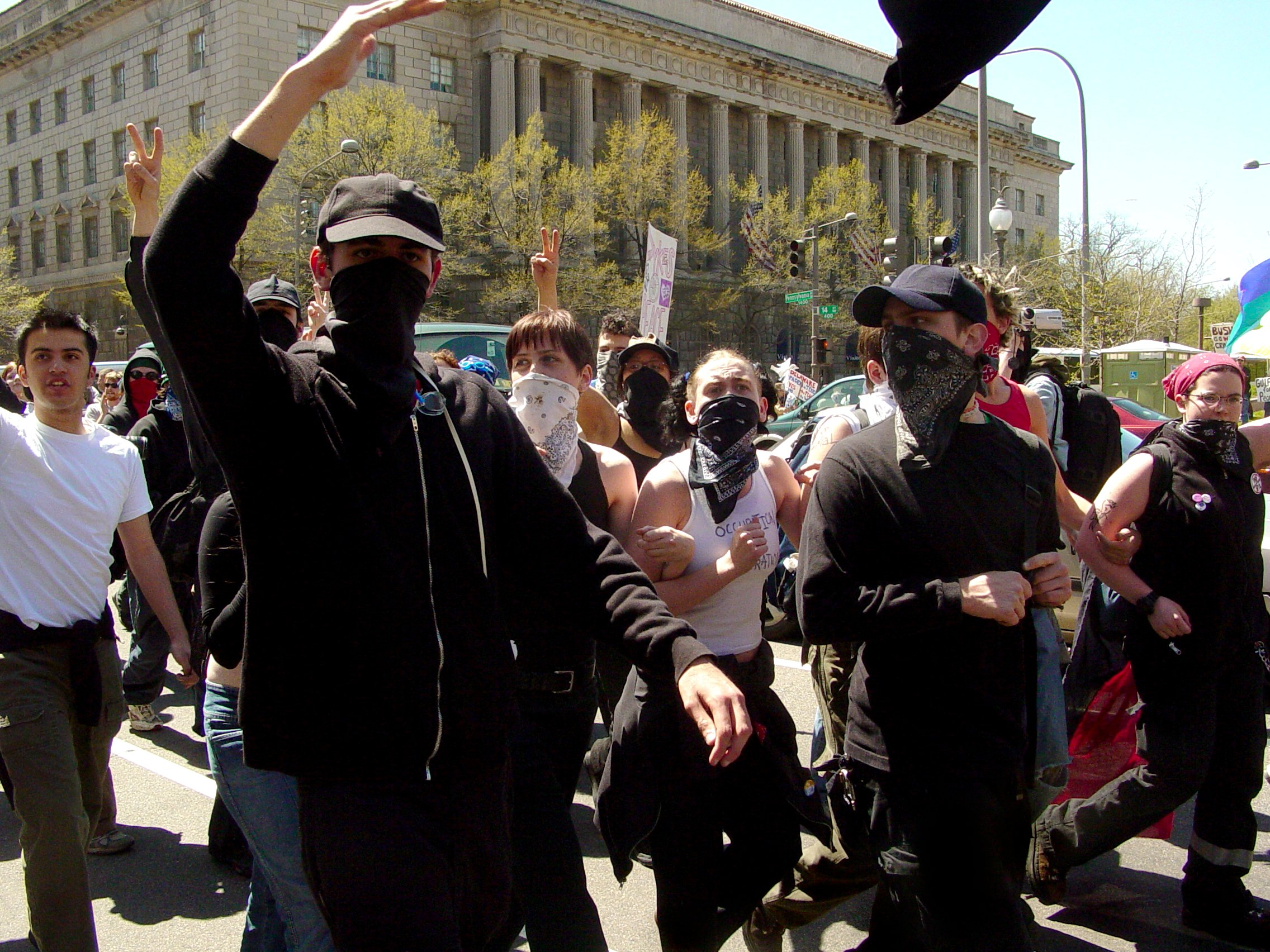
Autonomen in een zwart blok in Washington.

De autonomen zagen hun acties in een grotere, politieke strijd, terwijl een deel van de anarchistische beweging uit die tijd zich steeds meer richtte op levensstijl. In de jaren 80 verzandde echter ook de autonomenbeweging, die zich eveneens grotendeels terugtrok achter de muren van diens kraakpanden. Het andersglobalisme, te beginnen met de opstand van de Mexicaanse Zapatistas in 1994, bracht een politiek ideaal terug in de beweging; dit was echter niet langer het totale einde van het kapitalisme, maar het bieden van lokale alternatieven voor kapitalistische verhoudingen, zoals zelfbeschikking voor de inheemse boeren in Zuid-Mexico of invoering van een basisinkomen.

## Werken
Als belangrijke werken van autonome theorie gelden:
- Michael Hardt en Antonio Negri, Empire: De nieuwe wereldorde (2000)
- (idem), De menigte, 2004
- (idem), Commonwealth, 2009
- John Holloway, Change the World Without Taking Power, 2002
- Paolo Virno, A Grammar of the Multitude, 2004